# Patrick Point
Der Patrick Point ist die nördliche Spitze des Cumpston-Massivs in den Prince Charles Mountains im ostantarktischen Mac-Robertson-Land. Er markiert den Ort, an dem der Mellor-Gletscher in den Lambert-Gletscher mündet.
Kartiert wurde er anhand von Luftaufnahmen, die 1956 im Rahmen der Australian National Antarctic Research Expeditions entstanden. Das Antarctic Names Committee of Australia benannte ihn nach Patrick Neil Albion, Funker auf der Mawson-Station im Jahr 1956.